# Australomysis aseta
Australomysis aseta är en kräftdjursart som först beskrevs av Mihai Bacescu och Udrescu 1982.  Australomysis aseta ingår i släktet Australomysis och familjen Mysidae. Inga underarter finns listade i Catalogue of Life.